# Michael Mertens
Michael Mertens (Stelle, 27 dicembre 1965) è un ex pesista tedesco.

## Palmarès
| Anno | Manifestazione  | Sede      | Evento         | Risultato | Misura  | Note |
| ---- | --------------- | --------- | -------------- | --------- | ------- | ---- |
| 1994 | Europei indoor  | Parigi    | Getto del peso | 12º       | 18,64 m |      |
| 1996 | Europei indoor  | Stoccolma | Getto del peso | 11º       | 18,69 m |      |
| 1996 | Olimpiadi       | Atlanta   | Getto del peso | 16º       | 19,07 m |      |
| 1997 | Mondiali indoor | Parigi    | Getto del peso | 13º       | 19,43 m |      |
| 1997 | Mondiali        | Atene     | Getto del peso | 8º        | 19,91 m |      |
| 1998 | Europei indoor  | Valencia  | Getto del peso | 8º        | 19,68 m |      |
| 1998 | Europei         | Budapest  | Getto del peso | 8º        | 19,67 m |      |
| 1999 | Mondiali        | Siviglia  | Getto del peso | 19º       | 19,37 m |      |
| 2000 | Europei indoor  | Gand      | Getto del peso | 7º        | 19,89 m |      |
| 2000 | Olimpiadi       | Sydney    | Getto del peso | 26º       | 18,72 m |      |